# Heinrich Jalowetz
Heinrich Jalowetz (geboren 3. Dezember 1882 in Brünn, Österreich-Ungarn; gestorben 2. Februar 1946 in Black Mountain, North Carolina) war ein österreichischer Dirigent und Komponist, der ab 1938 in den USA lebte.

## Leben
Heinrich Jalowetz studierte an der Universität Wien Musikwissenschaft und wurde 1908 bei Guido Adler promoviert. Zwischen 1904 und 1908 war er gleichzeitig auch Schüler von Arnold Schönberg und Alexander von Zemlinsky, er bearbeitete und dirigierte später mehrere Werke der Wiener Schule.
Jalowetz wirkte als Komponist und Dirigent. 1908 arbeitete er als Dirigent in Regensburg, 1909/10 in Danzig, 1912–16 in Stettin, 1916–23 am Deutschen Landestheater Prag, 1924 an der Volksoper Wien und ab 1925 an der Kölner Oper. Nach der Machtübergabe an die Nationalsozialisten musste er 1933 nach Reichenberg in der Tschechoslowakei ausweichen, die Tochter Trude floh in die Niederlande.
1939 emigrierte er mit seiner Frau in die USA (ab Rotterdam 14. Januar 1939 auf der "S.S. VEENDAM"; 27. Januar 1939 an New York). Er war dann von 1939 bis zu seinem Tod Hochschullehrer am Black Mountain College.
Jalowetz war seit 1906 verheiratet mit der Gesangspädagogin Johanna Groag, einer Schwester von Jacques Groag. Ihre 1910 geborene Tochter Trude Guermonprez war als Studentin auf der Burg Giebichenstein Modell von Gerhard Marcks und wurde eine US-amerikanische Textilkünstlerin, die 1920 geborene Tochter Lisa Jalowetz wurde ebenfalls bildende Künstlerin und war mit dem Bühnenbildner Boris Aronson verheiratet. Johanna Jalowetz unterrichtete von 1939 bis 1953 ebenfalls in Black Mountain. Jalowetz’ kleines Haus in Black Mountain wurde vom Architekten A. Lawrence Kocher (1885–1969) gebaut. Der Sohn Franz Julius starb am 18. September 1918.
Der Nachlass befindet sich im Archiv der Paul-Sacher-Stiftung in Basel.

## Werke (Auswahl)
- Traumstück, Traumtheater, Bühnenmusik, Text: Karl Kraus.
- Gesänge (Manuskript)

Bearbeitungen
- Alexander von Zemlinsky: Der Zwerg, Klavierauszug, 1921
- Alexander von Zemlinsky: Lyrische Symphonie, Klavierauszug 1923
- Arnold Schönberg: Pelleas und Melisande, Bearbeitung für Klavier zu vier Händen, 1924

Schriften
- Über einige Besonderheiten der melodischen Technik Beethovens... Diss. Wien 1908 (gedruckt 1910)
- Der Lehrer. In: Arnold Schönberg. Festschrift. Piper, München 1912, S. 82–84
- On the spontaneity of Schoenberg’s music, in: The Musical Quarterly, 30. Jahrgang, Heft 4, 1944, S. 385–408